# Lafayette (Tennessee)
Lafayette ist eine City und County Seat im Macon County im US-Bundesstaat Tennessee. Das U.S. Census Bureau hat bei der Volkszählung 2020 eine Einwohnerzahl von 5.584 ermittelt.
Namensgeber ist der französische General Marie-Joseph Motier, Marquis de La Fayette.
Am 5. Februar 2008 wurden durch einen Tornado 14 Bewohner des Ortes getötet.

## Geographie
Lafayettes geographische Koordinaten sind 36° 32′ N, 86° 2′ W.
Nach den Angaben des United States Census Bureaus hat die City eine Fläche von 11,3 km², ohne nennenswerte Gewässerflächen, zu denen der Sullivan Lake im Südwesten des ziemlich unregelmäßig geformten Stadtgebietes gehört. Entwässert wird der Ort im Südteil durch den Town Creek.
Lafayette liegt an der Kreuzung der Tennessee Routes 10 und 52. Route 52 ist die Hauptdurchgangsstraße der Stadt und führt zur etwa 55 km entfernten Anschlussstelle der Interstate 65 bei Portland. Der südwestliche Endpunkt der Tennessee State Route 261 befindet sich an der Route 52 innerhalb von Lafayette.

## Demographie
Zum Zeitpunkt des United States Census 2000 bewohnten Lafayette 3885 Personen. Die Bevölkerungsdichte betrug 343,3 Personen pro km². Es gab 1845 Wohneinheiten, durchschnittlich 163,0 pro km². Die Bevölkerung Lafayettes bestand zu 97,89 % aus Weißen, 0,15 % Schwarzen oder African American, 0,33 % Native American, 0,39 % Asian, 0,26 % Pacific Islander, 0,51 % gaben an, anderen Rassen anzugehören und 0,46 % nannten zwei oder mehr Rassen. 2,11 % der Bevölkerung erklärten, Hispanos oder Latinos jeglicher Rasse zu sein.
Die Bewohner Lafayettes verteilten sich auf 1718 Haushalte, von denen in 26,1 % Kinder unter 18 Jahren lebten. 49,2 % der Haushalte stellten Verheiratete, 10,6 % hatten einen weiblichen Haushaltsvorstand ohne Ehemann und 36,6 % bildeten keine Familien. 34,2 % der Haushalte bestanden aus Einzelpersonen und in 20,1 % aller Haushalte lebte jemand im Alter von 65 Jahren oder mehr alleine. Die durchschnittliche Haushaltsgröße betrug 2,21 und die durchschnittliche Familiengröße 2,79 Personen.
Die Bevölkerung verteilte sich auf 20,6 % Minderjährige, 8,4 % 18–24-Jährige, 24,0 % 25–44-Jährige, 25,0 % 45–64-Jährige und 22,0 % im Alter von 65 Jahren oder mehr. Der Median des Alters betrug 43 Jahre. Auf jeweils 100 Frauen entfielen 84,6 Männer. Bei den über 18-Jährigen entfielen auf 100 Frauen 81,2 Männer.
Das mittlere Haushaltseinkommen in Lafayette betrug 25.750 US-Dollar und das mittlere Familieneinkommen erreichte die Höhe von 34.125 US-Dollar. Das Durchschnittseinkommen der Männer betrug 28.994 US-Dollar, gegenüber 19.676 US-Dollar bei den Frauen. Das Pro-Kopf-Einkommen belief sich auf 15.348 US-Dollar. 18,0 % der Bevölkerung und 12,1 % der Familien hatten ein Einkommen unterhalb der Armutsgrenze, davon waren 23,2 % der Minderjährigen und 24,2 % der Altersgruppe 65 Jahre und mehr betroffen.

## Persönlichkeiten
- Andrew Jackson Clements (1832–1913), Politiker
- Rita Coolidge (* 1945), Sängerin
- Jett Williams (* 1953), Sängerin

## Belege
1. ↑  Explore Census Data Total Population in Lafayette city, Tennessee. Abgerufen am 11. März 2023.
2. ↑  US Gazetteer files: 2010, 2000, and 1990. United States Census Bureau, 12. Februar 2011, abgerufen am 23. April 2011 (englisch).
3. ↑  Census of Population and Housing: Decennial Censuses. United States Census Bureau, abgerufen am 4. März 2012 (englisch).
4. ↑  Incorporated Places and Minor Civil Divisions Datasets: Subcounty Resident Population Estimates: April 1, 2010 to July 1, 2012. In: Population Estimates. U.S. Census Bureau, abgerufen am 11. Dezember 2013 (englisch).